# 遠藤保雄
遠藤 保雄（えんどう やすお、1947年 - ）は仙台大学教授、農学博士。元農水官僚。

## 経歴
1947年、宮城県仙台市生まれ。1969年3月、東北大学経済学部を卒業し、同年4月農林省へ入省。1974年、イリノイ大学へ留学し、農業経済学修士を取得。その後、砂糖行政、貿易関税行政等に参画後、1986年、在米日本大使館の農務参事官として1989年まで担当。その後、牛乳乳製品課長、1996年、国際部長として世界食料サミット宣言の起草に参画、統計情報部長などを歴任。
1998年7月、環境庁へ出向し、水質保全局長に就任。2001年1年まで担当後農水省を退官。2002年、国連食糧農業機関（FAO）の戦略企画部長へ就任し、その後日本事務所長を歴任。
2003年東京農工大学・農学博士。論文の題は「戦後国際農業交渉の史的考察 : 関税交渉から農政改革交渉への展開と社会経済的意義（A historical perspective of the international agricultural negotiations in the post war era : The historical development of a series of negotiations from tariff reductions to agricultural policy reform and its socioeconomic significance）」。  
2009年10月25日に実施された第19回宮城県知事選挙に民主党、社民党、共産党の推薦を受けて立候補したが、現職の村井嘉浩知事に3倍以上の得票差を付けられて、落選。
知事選挙後、東京農業大学の客員教授を担当後、2011年、仙台大学教授・東京事務所長を担当し、現在に至る。2017年4月、瑞宝中綬章を受章。
2018年（平成30年）前学長の退任に伴う変更により、仙台大学学長就任。

## 番組出演
- たかじんNOマネー〜人生は金時なり〜（テレビ大阪）2011年6月25日